# Lagoa da Conceição
Pour les articles homonymes, voir Lagoa da Conceição (Florianópolis).
La lagoa da Conceição est une lagune située à l'est de l'île de Santa Catarina, dans l'État brésilien de Santa Catarina. Elle se trouve entre un relief montagneux et une bande sableuse qui la sépare de l'océan Atlantique. 

## Généralités
Le lac est le plus important de l'île en superficie. Il couvre environ 19,7 km2 et se divise en deux parties : la lagoa de Dentro au sud-ouest et la lagoa de Fora au nord-est. Les deux parties sont séparées par un détroit sur lequel est construit un pont qui relie les rives est et ouest du lac. 

## Géographie
À l'extrême nord, la lagoa da Conceição est alimentée par le rio das Capivaras. Sur sa rive nord-ouest, où dominent les collines, se trouvent de nombreuses petites plages séparées par des ensembles rocheux. De nombreux cours d'eau descendent des collines pour se jeter dans le lac. Plus au sud, au lieu-dit Canto dos Araçás, on trouve une pointe sableuse, la Ponta das Almas, abritant un sambaqui. En descendant vers le sud, la plaine séparant les collines du lac s'élargit. Le pont qui sépare la lagoa de Fora de la lagoa de Dentro y est construit. À l'extrême sud, on trouve de nouveau des collines. À l'est, en remontant vers le nord, des dunes de sable séparent la lagoa de Dentro de l'océan, tandis que d'autres reliefs montagneux séparent la lagoa de Fora de l'océan. Ces reliefs sont séparés en deux massifs, entre lesquels se trouve une dépression anciennement reliée à la mer. On trouve ensuite le canal qui relie aujourd'hui le lac à la mer, à travers la  Barra da Lagoa. Enfin, une restinga qui sépare le lac de la mer à l'extrême nord. 

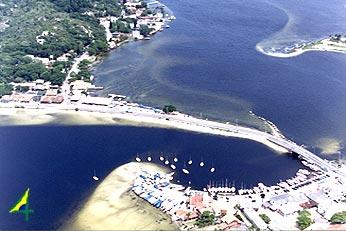
Vue du pont séparant la lagoa de Dentro (en haut) de la lagoa de Fora (en bas).

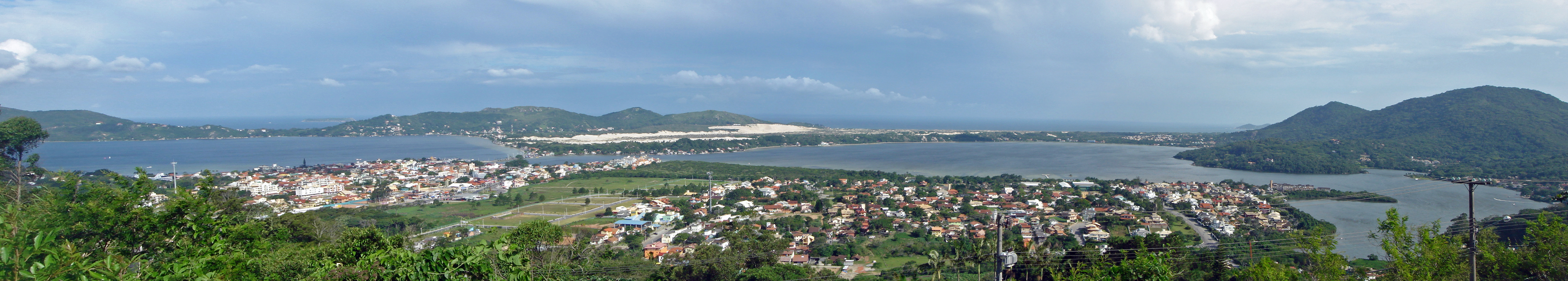
La lagoa da Conceição en vue semi-panoramique, depuis le Morro das Sete Voltas. À droite, au sud, la lagoa de Dentro, à gauche, au sud, la lagoa de Fora. Au loin, l'océan Atlantique.